# Lovin' It
Singles par Song Nation
The Meaning of Peace
(2001)
Singles par Namie Amuro
Say the Word
(2001) I Will
(2002)
Lovin' It est un single attribué à  Namie Amuro & Verbal, interprété en duo par Namie Amuro et le rappeur Verbal du groupe de hip-hop M-Flo.

## Présentation
Le single sort le 27 décembre 2001 au Japon sous le label Avex Trax, écrit et produit par Tetsuya Komuro. Il atteint la 8e place du classement de l'Oricon.
Ce single fait partie du projet collaboratif Song Nation de Avex Trax, destiné à collecter des fonds pour les victimes des attentats du 11 septembre 2001 aux États-Unis. La chanson-titre figurera sur l'album collectif Song Nation (en) qui sortira le mois suivant, et dont deux autres singles en duo sont également tirés : A Song Is Born (par Ayumi Hamasaki et Keiko) et The Meaning of Peace (par Kumi Koda et BoA). Elle figurera aussi sur l'album compilation Love Enhanced - Single Collection de Namie Amuro.

## Liste des titres
Toutes les paroles sont écrites par Tetsuya Komuro & Verbal, toute la musique est composée par Tetsuya Komuro.
| 1. | Lovin' it (original mix)          | 5:03 |
| 2. | Lovin' it (tv mix) (instrumental) | 5:03 |